# Luis Perozo Cervantes
Luis Perozo Cervantes (Maracaibo, 5 de agosto de 1989) es un poeta, ensayista, locutor y promotor cultural venezolano, presidente fundador de la Asociación Civil Movimiento Poético de Maracaibo y coordinador del Festival de Poesía de Maracaibo. Dirige el programa de radio Puerto de Libros - Librería Radiofónica. 

## Biografía
Luis Perozo Cervantes nació en el Hospital Cuatricentenario al oeste de la ciudad de Maracaibo. El hijo mayor de Luis Antonio Perozo Marín y Sol María Cervantes Ortega, quienes a los 21 años lo engendraron, en medio de la crisis económica que atravesaba Venezuela en 1989. Destacó como estudiante en su educación primaria y secundaria en la educación pública. Siendo estudiante del bachillerato asistió como invitado al I Encuentro de Poetas Liceístas (2006), en La Asunción, Estado Nueva Esparta; y posteriormente al XIV Encuentro Binacional de Escritores Colombia-Venezuela y al V Coloquio Internacional de la Palabra (2006), en San José de Cúcuta, Colombia; en el año 2007 inicia sus estudios de Letras Hispánicas en la Universidad del Zulia donde fue miembro del grupo plástico-literario Zapatórroto (2007) junto a Verushka Casalins, Tirso Ortega, Juan Carlos Aguilera, Edgar A. Sánchez P. y Elianeth Laguna. Así mismo fue miembro de la Junta Directiva de la Red de Escritores del Estado Zulia (2007-09), como vocero del ámbito de certámenes, concursos y eventos. 
En 2009 es invitado a las IV Jornadas de Creación Literaria de la Universidad de Los Andes para presentar a las nuevas voces de la poesía del occidente del país. Ha sido editor del Volante Volátil (2008) y la Revista Volátil (2009). Fue organizador, junto a Carlos Ildemar Pérez, del Encuentro Nacional de Escritores Jóvenes (Maracaibo, 9, 10 y 11 de julio de 2009); del Encuentro Nacional de Ciberliteratura y Escritores Inéditos (2010), en homenaje a los quince años de la Revista Electrónica Letralia, primera en su estilo en el mundo; miembro del Comité Organizador y ponente en el primer Congreso Escuelas de Letras de Venezuela, realizado los días 14 y 15 de julio de 2011, en la Universidad del Zulia. Ha sido preparador (2010-11) de la asignatura Taller de Lectura y Comentario de Textos I y II, de la Escuela de Letras de la Universidad del Zulia. En 2011 junto a Jesús Ángel Semprún Parra organiza la primera edición del Festival de Poesía de Maracaibo en las instalaciones de la Biblioteca Pública del Zulia, que cada año se ha llevado a cabo ininterrumpidamente hasta su sexta edición.
En 2013 funda junto a Vanessa Pérez Moreno, Antonio Piñero, Jesús Ángel Semprún Parra y Héctor Pirela Zambrano la asociación civil Movimiento Poético de Maracaibo, que además del festival ha organizado anualmente la Semana Zuliana de la Narrativa y el Simposio "Luis Guillermo Hernández" de Pensamiento Literario Venezolano. A finales de 2013 funda Ediciones del Movimiento, brazo editorial del Movimiento Poético de Maracaibo, que a partir de 2017 pasó a llamarse Sultana del Lago Editores, sello que ha editado más de 200 títulos de autores venezolanos e internacionales.
En 2014 junto a Carlos Ildemar Pérez escribe el "Poema para resistir" en ocasión de los estudiantes que fueron víctimas de la represión por parte del estado venezolano en febrero de 2014. Entre 2016 y 2017 ejerció el cargo de Jefe de programación en la Dirección de Cultura de la Alcaldía de Maracaibo, siendo el encargado de planificar todas actividad cultural del municipio en ese periodo. 
En 2016 edita Manantial el primer poema abiertamente homoerótico publicado en la ciudad de Maracaibo, que ha sido traducido al inglés y al italiano. Su obra poética fue incluida en libro "Nuevo país de las letras" compilado por el escritor Antonio López Ortega y editado por Banesco, considerándolo uno de 34 autores más importantes de la nueva literatura venezolana.

### Premios
Con el trabajo Novalis y el amor de Ultratumba, resultó ganador del Primer premio mención Ensayo, del Concurso La Grapa Literaria, auspiciado por la Dirección de Cultura y la Escuela de Letras de la Universidad del Zulia y el Tercer premio en la mención Poesía del mismo concurso con el poemario Amoritud. Obtuvo mención del jurado en el III Concurso Internacional de Poesía “El mundo lleva alas” con el poema Escribir de amor en 2011, entre más 500 participantes alrededor del mundo. Fue merecedor de la Orden Estímulo al Mérito Literario “Andrés Mariño Palacio” 2007, mención narrativa, de la Secretaría de Cultura del Estado Zulia. En 2018 obtuvo la mención de honor del jurado de la tercera Bienal de Poesía Abraham Salloum Bitar por su libro "Poemas de silencio".

### Puerto de Libros - Librería de Autor
En el año 2017 desarrolló la página web Puerto de Libros - Librería de Autor, una de las primeras librerías virtuales de Venezuela, que finalmente consiguió establecerse como centro cultural y librería en marzo de 2018 en la Vereda del Lago, desarrollando más de quinientas actividades culturales, hasta el 29 de noviembre de 2019, cuando el Alcalde de Maracaibo, Willy Casanova, ordena el desalojo de la librería como represalia política ante la posición crítica del poeta Luis Perozo Cervantes frente al gobierno nacional. En 2022, la nueva administración de la alcaldía de Maracaibo, reinstaló en el parque Vereda del Lago una sede de la librería Puerto de Libros, mientras que la Universidad del Zulia le dio en 2021 un espacio en el Teatro Baralt. Actualmente este centro cultural tiene dos sede. 

### Puerto de Libros - Librería Radiofónica
El 1.º de octubre de 2018 se emitió el primer programa de Puerto de Libros - Librería radiofónica en LUZ Radio 102.9F.M. en Maracaibo, la emisora de la Universidad del Zulia, con una frecuencia de emisión semanal. El 5 de marzo de 2019, comienza a emitirse en Radio Fe y Alegría 88.1 F.M. en Maracaibo, con una frecuencia diaria, de lunes a viernes, de 9 a 10 de la noche. A partir del 11 de mayo de 2020 se convirtió en el primer programa radiofónico dedicado a la literatura en Venezuela en emitirse al mismo tiempo en las 21 radioemisoras de Red Nacional de Emisoras Radio fe y Alegría.

## Obra publicada

### Poesía
- La forma de lo informe (2019, Maracaibo) ISBN 978-1098613594
- Poemas de silencio (2018, Maracaibo) ISBN 978-1980845669
- Prontuario (2018, Maracaibo) ISBN 978-1790413669
- Canto Civil (2018, Maracaibo). ISBN 978-1730942525
- Estrategias Fatales (2018, Maracaibo) ISBN 978-1797502670
- Creencias del Columpio (2017, Maracaibo) ISBN 9781549687099
- Pareja (Maracaibo, 2017) ISBN 978-1096998679
- Autoelegias (2017, Maracaibo). ISBN 9781549728549
- Creencias del columpio (2017, Maracaibo).  ISBN 9781549687099
- Manantial (2016, Maracaibo)
- Vos por siempre (2015, Maracaibo) ISBN 978-1521031711
- La fOrma (2014, Caracas) ISBN 9781521039786
- Political manifestation (2014, Maracaibo) ISBN 978-1983350467
- Amoritud (2013, Caracas) ISBN 9781521032732
- Poemáticas (2013, Caracas) ISBN 978-980-12-6283-1
- Semántica de un tornillo enamorado (2012. Barcelona, España) ISBN 9788461616640
- A Puro Despecho (2012, Coro) . ISBN 978-980-7494-03-8
- Poemas para el nuevo orden mundial (2011. Maracaibo) ISBN 978-980-14-1976-1
- Noche Electoral (Sevilla, 2010) ISBN 9781521037300

### Ensayo
- Palimpsesto. Microensayos (Maracaibo, 2017) ISBN 978-1973184188

### Antologías donde ha sido incluido
- En la mira del mañana Vol.II (Nadie nos edita Editores, 2006)
- Deleite Literario III (Fundalea, 2007)
- 102 poetas Jamming '(Oscar Toddman Editores, 2014)
- Nuevo país de las letras (Banesco, 2016)
- El lago de los poetas (Sultana del Lago Editores, 2020)
- Rosas marianas. La Chinita y los poetas zulianos (Sultana del Lago Editores, 2020)

### Literatura Infantil
- Mi papá pinta poemas (Sultana del Lago Editores, 2019)